# Gynoplistia variabilis
Gynoplistia variabilis är en tvåvingeart. Gynoplistia variabilis ingår i släktet Gynoplistia och familjen småharkrankar.

## Underarter
Arten delas in i följande underarter:
- G. v. pammelas
- G. v. variabilis